# Plan D (Roman)
Plan D ist der Titel eines Romans des Schriftstellers Simon Urban aus dem Jahr 2011. Er erzählt eine fiktive Version der Wende in Deutschland in der Form eines Polit- und Spionagethrillers, nach der die DDR noch bis 2011 bestand, und gehört damit zur Erzählform der Alternativweltgeschichte. Zahlreiche Anspielungen auf wahre historische Begebenheiten und die Nennung prominenter Politiker und anderer Personen des damaligen Zeitgeschehens in überraschenden neuen politischen und gesellschaftlichen Zusammenhängen sind für das Buch ebenso charakteristisch wie die ironischen Hinweise auf die vergangene Alltagskultur der DDR.

## Inhalt
Das Buch trägt eine Widmung: „Für meine Eltern. In Erinnerung an Günter Schabowski“. Es hat in seiner ersten Auflage 40 Kapitel auf 551 Seiten, und die Handlung umfasst die Zeit vom 19. bis zum 29. Oktober 2011.
Die DDR hat die politische Wende 1989/1990 überlebt, weil ein Putsch gegen Staatschef Erich Honecker, Erich Mielke und andere Mitglieder des Politbüros der SED erfolgreich war. Ideologisch unterstützt wurde dieser Putsch durch Albert Hoffmann, einen westdeutschen Politik-Professor, der in den 1980er Jahren in die DDR ging, ein enger Berater von Egon Krenz wurde und nun mit Gregor Gysi zusammenarbeitet und konspiriert. Hoffmann vertritt eine Lehre des sogenannten „Posteritatismus“, nach der die entarteten politischen Systeme der DDR  und der BRD, real existierender Sozialismus  und Kapitalismus, auf demokratische Weise verschmelzen und ein vereinigtes Deutschland hervorbringen können. Durch diesen Putsch löste Egon Krenz Honecker als Staatsratsvorsitzenden ab, allerdings ohne vom Volk gewählt zu werden, was ein Druckmittel für ihn darstellen sollte. Nachfolger von Erich Mielke wurde der Westimport Otto Schily, der die Stasi im Sinne einer Rechtsstaatlichkeit reformieren sollte. In Westdeutschland ist Oskar Lafontaine Bundeskanzler einer rotgrünen Koalition mit Vizekanzlerin Claudia Roth, die die Annäherung beider Staaten durch wirtschaftliche Förderung anstrebt. Doch die Reformen in der DDR stagnieren. Die sogenannte „Wiederbelebung der DDR“ hat doch nicht zu einem Erfolg des real existierenden Sozialismus geführt. Durch die kurzzeitige Maueröffnung 1989/90 verlor die DDR Millionen Bürger und steht nun vor dem Staatsbankrott, wenn nicht deutsch-russische Verhandlungen mit dem Ergebnis akzeptabler Verträge über Gaslieferungen und damit anfallende Transitgebühren für die durch die DDR verlaufenden Pipelines erfolgreich abgeschlossen werden können. Krenz war nicht in der Lage, die DDR zu reformieren, hat sich als unfähig erwiesen und soll daher wieder von der Macht verdrängt werden. Lafontaine hingegen will nur verhandeln, wenn die DDR sich keiner weiteren Menschenrechtsverletzungen mehr schuldig macht. Aber offensichtlich war es Schily als Stasiminister auch nicht gelungen, das MfS neu zu organisieren, denn Albert Hoffmann wurde erhängt an einer der durch die DDR führenden Gasleitungen aus Sibirien aufgefunden. Die rituelle Machart dieser Hinrichtung weist auf eine legendäre alte Tradition hin, nach der die Stasi ihre Verräter früher zu beseitigen pflegte. Aber auch der westdeutsche Bundesnachrichtendienst, der in dieser Geschichte partiell mit der Stasi zusammenarbeitet, hängt, wie in der klassischen Spionageliteratur meist zu erwarten ist, in den Verstrickungen teilweise drin.
Held der Geschichte ist ein Hauptmann der DDR-Volkspolizei, Martin Wegener, dem es schließlich gelingt, den komplizierten und vielschichtigen Fall, aber auch andere Morde in dem Zusammenhang, unter abenteuerlichen Umständen aufzuklären. Nachdem seine Liebesbeziehung in die Brüche gegangen ist und der von ihm bewunderte ehemalige Chef und Kriminalistiklehrer Josef Früchtl wahrscheinlich aus politischen Gründen vermutlich in einem der geheimen Stasigefängnisse verschwunden ist, hat Wegener jedoch große persönliche Probleme, die ihn immer wieder zu irrationalen Handlungen und ausgeprägtem Selbstmitleid hinreißen.

## Szenario und Sprache
Urban beschreibt in seinem Roman ein dystopisches Ostberlin, das unter massiver Umweltverschmutzung leidet, völlig verkommen ist, überall Verfall, ein ruinöses Stadtbild zeigt und unter terroristischen Sprengstoffanschlägen einer aus dem westlichen Ausland finanzierten Terrorgruppe leidet. Diese Gruppe verübt zunächst zwar nur Anschläge auf den Palast der Republik und das Kino International, um die Uraufführung des neuen Actionthrillers „Red Revenche“ mit Sahra Wagenknecht in der Hauptrolle zu stören, aber dann gehen auch Morde auf ihr Konto.
In diesem Roman verwendet Simon Urban eine ironische Sprache, die mit dem politisch-schnoddrigen Witz und Sarkasmus der durch die Stasi permanent überwachten DDR-Bevölkerung spielt. Zahllose Anspielungen auf die DDR-Alltagskultur und der für Spionagethriller übliche sprachliche genretypische Zynismus ziehen sich durch die Handlung. Einen breiten Raum nehmen die sexuellen Obsessionen und Männerfantasien der Hauptfigur ein. Urban verwendet hier eine stark sexistische Sprache, die an mehreren Stellen auch in reine Pornografie übergeht.

## Rezeption (Auswahl)
Das Buch erregte großes, meist wohlwollendes Interesse bei den Medien. So schrieb Die Zeit zwar: „Es stimmt schon: Simon Urban neigt ein bisschen zum Übertreiben“, aber Ursula März konstatierte auch: „Dabei überrascht Plan D, […], auch mit seiner Schubkraft literarischer Fantasie, mit einem genialischen Einfallsreichtum, der jeden Leser entzücken muss, der sich, bei aller Liebe zu Großvätern und Großmüttern, über deren Romanfähigkeit inzwischen ausreichend informiert fühlt“.
In der FAZ schrieb Hannes Hintermeier: „Der Roman gipfelt in einer predigthaften Abrechnung mit allen DDRen dieser Welt, die immer nur versprechen, was die Vernunft niemals bieten kann: Todfeinde nämlich und den Dienst an der großen Sache, die ständig als groß gepriesen werden muss, damit ihre Kümmerlichkeit niemandem auffällt“.
Juli Zeh meinte auf der Seite buecher-magazin.de: „Man liest die erste Seite von Simon Urbans Roman Plan D und weiß: das ist ein Text mit Muskeln.“
Im Deutschlandradio Kultur meint Marten Hahn: „[…] hier merkt man, dass Plan D trotz der Science-Fiction-DDR-Kulisse vor allem unsere bundesrepublikanische Realität reflektiert“.

## Ausgaben (Auswahl)
- Plan D. Schöffling, Frankfurt am Main 2011, ISBN 978-3-89561-195-7.
- Plan D. Ins Englische übersetzt von Katy Derbyshire. Harvill Secker, London 2011, ISBN 978-1-84655-693-7.
- Plan D Krimi, Lesung. Gelesen von Götz Schubert, Wolf-Dietrich Fruck, Joachim Hoell. Random House Audio, Köln 2011, ISBN 978-3-8371-0945-0. (6 CDs)